# B. V. Nagarathna

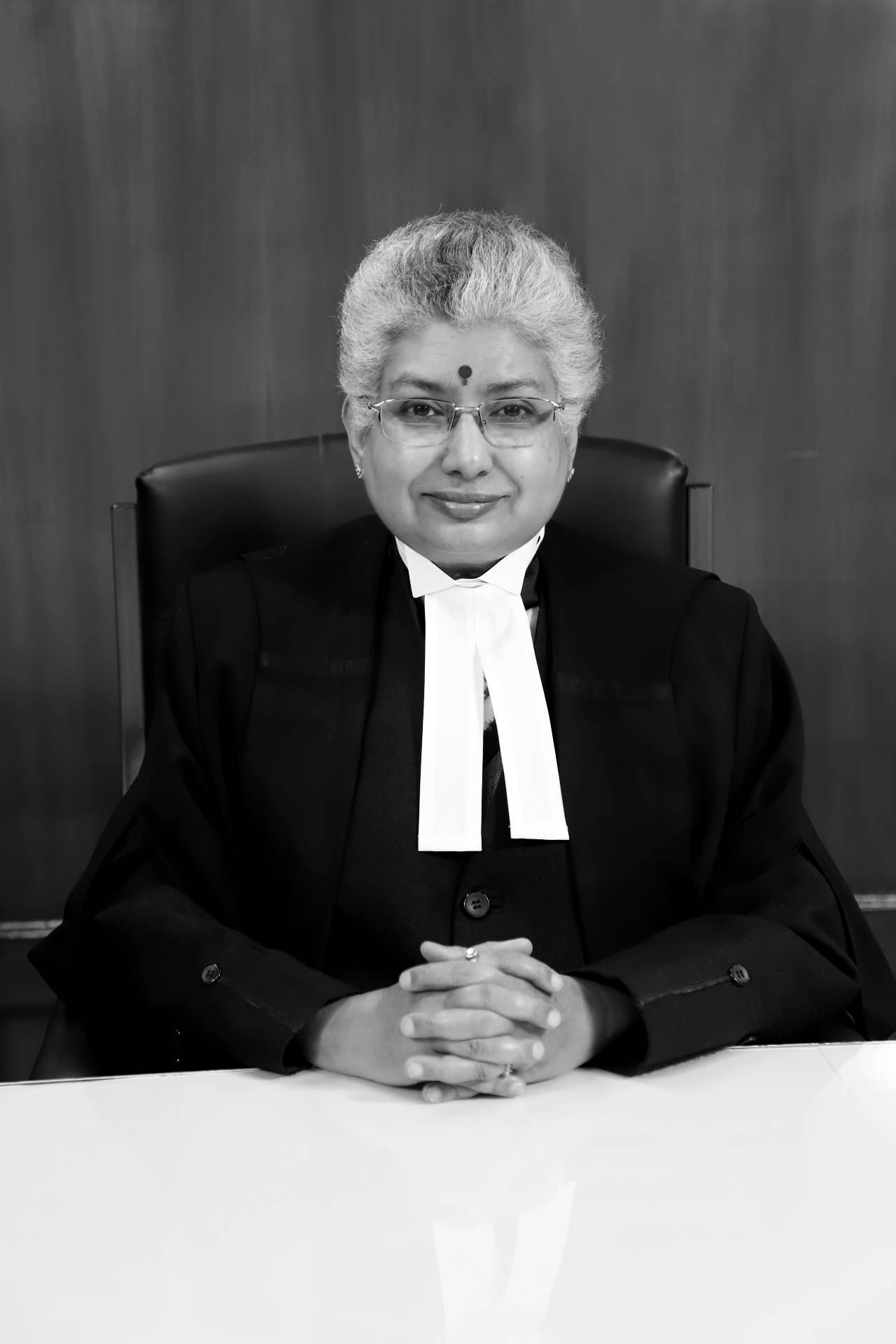
B. V. Nagarathna (2021)

Bengaluru Venkataramiah Nagarathna (Kannada ಬೆಂಗಳೂರು ವೆಂಕಟರಾಮಯ್ಯ ನಾಗರತ್ನ; * 30. Oktober 1962 in Bengaluru) ist eine indische Juristin. Seit 2021 ist sie Richterin am Supreme Court of India, dem obersten indischen Gericht.

## Leben und Wirken
Nagarathna ist die Tochter von E. S. Venkataramiah, dem 19. Obersten Richters Indiens. Sie selbst studierte an der University of Delhi, wo sie 1984 in Geschichte den Titel Bachelor of Arts und 1987 den Bachelor of Laws erwarb. Anschließend war sie als angestellte Rechtsanwältin in einer Rechtsanwaltskanzlei tätig, bis sie sich 1994 selbstständig machte. In der Folge praktizierte sie als Rechtsanwältin, bis sie 2008 zur Richterin am Karnataka High Court ernannt wurde. Ihr Tätigkeitsfeld war dabei breit gefächert: Vom Verfassungs- und Verwaltungsrecht über das Handelsrecht bis hin zum Familienrecht erstreckten sich ihre Mandate. Am Karnataka High Court wurde sie zunächst zur temporären Richterin ernannt, am 17. Februar 2010 erhielt sie eine permanente Stelle. Am 31. August 2021 wurde Nagarathna zur Richterin am Supreme Court of India ernannt. Hier erklärte sie als Vorsitzende zusammen mit Ujjal Bhuyan in der Entscheidung Bilkis Yakub Rasool v Union of India im Fall einer Gruppenvergewaltigung eine von der Regierung von Gujarat erklärte Strafmilderung für rechtswidrig. In Vivek Narayan Sharma v Union of India verfasste sie 2023 bei der mit einem Stimmenanteil von 4:1 getroffenen Entscheidung zugunsten des Demonetisierungsprogramms der Regierung 2016 das Sondervotum, wonach das Programm im Grunde „edel, aber aus formellen Gründen rechtswidrig“ sei.
Am Obersten Gericht Indiens könnte Nagarathna turnusgemäß am 24. September 2027 zur Obersten Richterin Indiens ernannt werden. Damit wäre sie die erste Frau in dieser Position. Dessen ungeachtet wird Nagarathna planmäßig am Tag vor ihrem 65. Geburtstag, also dem 29. Oktober 2027, pensioniert werden, womit ihre potentielle Amtszeit als Oberste Richterin nur 34 Tage dauern würde.